# 任忠 (正德進士)
任忠（1481年—1538年），字原孝，直隶崑山縣人，山東登州衛軍籍，明朝政治人物。

## 生平
治《詩經》，弘治十四年（1501年）辛酉科山東鄉試第十五名舉人。正德六年（1511年）中式辛未科會試第一百一名，登第二甲第四十一名進士。本年八月选授工科给事中，十二年二月升吏科右，十四年升直隶大名府知府，嘉靖二年（1522年）四月升山西按察司副使，三年为所属小民诘奏下狱，贬浙江布政司右参议，五年十一月升贵州右参政。十一年十月詔令起用，復除浙江右参政，十二年十二月升江西按察使，十三年六月升浙江右布政使，九月轉左布政，十五年十一月升都察院右副都御史、巡抚陕西，十七年正月卒于官，賜祭葬。

## 家族
曾祖任金；祖父任文富；父任鐸，義官。母周氏。